# FC Utrecht in het seizoen 2007/08 (mannen)
Het seizoen 2007-2008 van FC Utrecht begon op 7 juli 2007; op die datum stond de eerste training gepland. FC Utrecht speelde dit seizoen in de Eredivisie, en eindigde uiteindelijk met 46 punten op de 10e plaats, tussen Roda JC en AZ.

## Voorbereiding
Voorafgaand aan het nieuwe seizoen werden er een aantal oefenwedstrijden gehouden tegen zowel betaalde clubs als amateurclubs. Ook is er vanaf 30 mei een trainingskamp op Curaçao belegd voor het eerste elftal, waar naast de gebruikelijke trainingen ook een clinic is gehouden voor Curaçaose jeugdspelers en een toernooi - de Polar Cup - waar ook onder andere FC Dordrecht aan meedeed. Op 11 augustus was de traditionele Open Dag. Een dag later, op 12 augustus, werd een openingswedstrijd gespeeld tegen het Spaanse RCD Espanyol.
In eerste instantie zou er, net als het jaar daarvoor, een trainingskamp worden belegd in het Oostenrijkse Bad Gleichenberg, maar dit viel niet te rijmen met de Intertoto Cup-verplichtingen op 21 en 29 juli. Na deze wedstrijden werd er wel in Nederland een kamp belegd. De keuze viel, na enkele opties in onder andere Gelderland af te zijn gegaan, op het Drentse Dwingeloo.

### Transferperiode
Ook FC Utrecht roerde zich gedurende de transferperiode. Aangezien de club het voorgaande seizoen vooral in aanvallend opzicht tekortkwam - slechts 41 doelpunten en een middenvelder als clubtopscorer - werd er vooral gezocht naar een oplossing voor het spitsenprobleem. Aangezien zowel Robin Nelisse als Ali Boussaboun mochten uitkijken naar een nieuwe club waren er minimaal twee spitsen nodig. Al gauw viel de keuze op de Zuid-Koreaan Jae Jin Cho en de Belg Kevin Vandenbergh.
Cho, international van Zuid-Korea, werd beschouwd als een veelscorende spits, maar omdat hij van buiten de EU komt moest hij een hoger salaris betaald krijgen. Bovendien leek de transfersom een probleem te worden. Aanvankelijk leek de speler van Shimizu S-Pulse ondanks interesse van enkele andere clubs dicht bij een transfer, nadat trainer Foeke Booy een gesprek had na de interland van Zuid-Korea tegen Nederland. Maar de club hikte vooral aan tegen het transferbedrag, dat erg hoog was voor een speler die een jaar later transfervrij is.

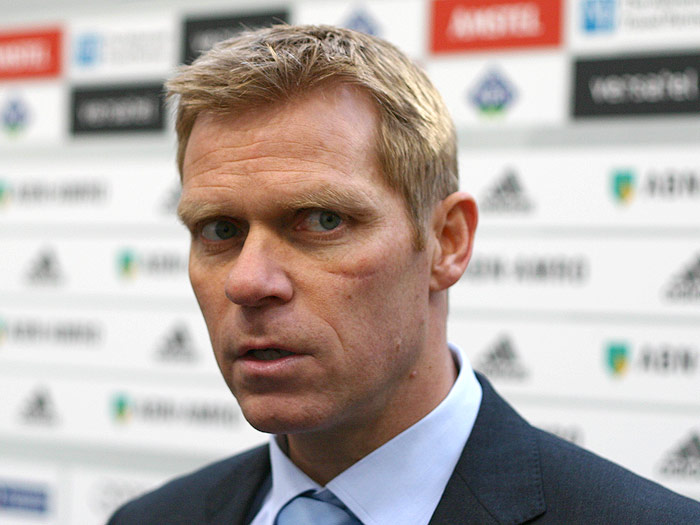
Foeke Booy vertrok en werd vervangen door Willem van Hanegem

Vandenbergh, die het voorgaande seizoen clubtopscorer was van RC Genk, leek meerdere malen dicht bij een overgang naar de club uit de Domstad, maar de gesprekken verliepen erg moeizaam. Op 25 juni werd bekendgemaakt dat Vandenbergh alsnog voor Utreg had gekozen. Er hing een prijskaartje van naar schatting 1 miljoen euro aan de transfer.
Ook nam de club afscheid van een aantal spelers, waarvan de belangrijkste wellicht Jean-Paul de Jong was. Het clubicoon, die sinds 1993 voor de club speelde, stopte met het betaald voetbal, maar bleef binnen FC Utrecht actief als jeugdtrainer. Ook Ali Boussaboun vertrok; de spits, in de winterstop op huurbasis overgenomen van Feyenoord, kon niet aan de verwachtingen voldoen en vertrok naar het Qatarese Al-Wakrah. Leen van Steensel en Adnan Alisic, die beiden op huurbasis elders speelden, zijn vertrokken naar SBV Excelsior, en talent Nassir Maachi wordt verhuurd aan FC Dordrecht.
Naast een aantal spelers vertrok ook Foeke Booy, sinds 2002 hoofdtrainer van de club, naar het Saoedi-Arabische Al Nassr. Hij werd opgevolgd door Willem van Hanegem, die een contract voor 2 jaar tekende. Van Hanegem speelde ooit zelf ook voor FC Utrecht.

## Gedurende het seizoen

### Interne problemen
Het seizoen 2007-2008 begint roerig, als de hoofdsponsponsor, vastgoedbedrijf Phanos in juli bekendmaakt de club over te willen nemen voor het symbolische bedrag van 1 euro. In ruil daarvoor wil het bedrijf een gloednieuw stadion bouwen bij Leidsche Rijn en op het terrein waar nu Stadion Galgenwaard staat huizen bouwen. Tevens wil Phanos met behulp van financiële injecties de club structureel bij de top-4 van Nederland laten horen. Het plan lekt al snel uit in de media, en stuit op veel weerstand, aangezien de Galgenwaard net ingrijpend is verbouwd, en de fans bang zijn dat FC Utrecht haar "ziel" verkoopt. Daardoor worden de plannen voor lange tijd in de ijskast gezet.
Vervolgens breekt er een conflict uit bij FC Utrecht tussen voorzitter Jan Willem van Dop en de raad van commissarissen. De laatste verwijt de voorzitter een financieel wanbeleid en een gebrekkige communicatie. Zo zou hij zowel trainer Van Hanegem als spits Kevin Vandenbergh naar Utrecht hebben gehaald zonder de rvc op de hoogte te hebben gebracht. Hoewel Van Dop het ontkent, wordt hij op 3 september ontslagen. De oud-voorzitter van Feyenoord spant echter, gesteund door het elftal, de technische staf en een groot deel van de achterban, een rechtszaak aan, die hij op 6 september dan ook wint, en Broos Schnetz, de interim-voorzitter die welgeteld drie dagen op de voorzittersstoel zat, moet zijn plaats alweer opgeven. Wie wel opstapt is de raad van commissarissen, die na het ontslag van Van Dop een golf van kritiek over zich heen kreeg.

### Overname
Op 2 april 2008 maakt het bestuur van FC Utrecht via een persconferentie bekend dat de club toch is overgenomen, maar niet door Phanos. De nieuwe eigenaar is ondernemer Frans van Seumeren, die 35 jaar lang directeur was van bergingsbedrijf Mammoet. Van Seumeren, tevens voorzitter van amateurclub VV De Meern, koopt voor een bedrag van 16 miljoen euro 51% van de aandelen van FC Utrecht BV. Hij verbindt zich voor een periode van 10 jaar aan de club, en stelt als doel dat de club binnen een paar jaar weer een vaste aansluiting met de subtop vindt, vergelijkbaar met clubs als FC Groningen en sc Heerenveen. Eventuele winsten als gevolg van zijn investering zullen direct weer in de club worden gestoken.
De overname door de komt voor velen als een verrassing, omdat Phanos al had aangekondigd op zoek te blijven naar een manier om de club aan te kopen. Volgens voorzitter Van Dop was het contract binnen drie weken na de eerste gesprekken getekend. Met de overname zijn de plannen van Phanos van de baan. Desondanks blijft het vastgoedbedrijf aan als hoofdsponsor, en wordt er zelfs gesproken over contractverlenging.

### Internationaal voetbal
De club uit de Domstad dwong in de play-offs van het voorgaande seizoen een plaats in de Intertoto Cup 2007. In dit toernooi, waarin een thuis- en uitwedstrijd moest worden gespeeld tegen Hammarby IF, dat KÍ Klaksvík en Cork City FC versloeg, lukte het Utrecht niet om de tweede ronde van de UEFA Cup te bereiken. De uitwedstrijd eindigde in 0-0, de thuiswedstrijd in 1-1, waardoor Hammarby op basis van de uitgescoorde doelpunten doorging.

### Vrouwenvoetbal
FC Utrecht behoorde tot de zes clubs die dit seizoen begonnen met de Eredivisie voor vrouwen. De andere clubs waren AZ Alkmaar, ADO Den Haag, sc Heerenveen, FC Twente en Willem II.

## Tenue

Wapen van Utrecht

FC Utrecht brak dit seizoen wat betreft het tenue met de traditie van de afgelopen seizoenen, waarin werd gekozen voor een effen rood shirt. In het seizoen 2007-2008 spelen ze echter in een shirt dat diagonaal in tweeën is gesplitst: aan de onderkant rood en aan de bovenkant wit. Hierdoor komt het tenue in lijn met het wapen van de stad Utrecht. Voor dit shirt werd gekozen na een poll op de officiële clubwebsite. In het uittenue wordt het rood vervangen door blauw.

## Wedstrijden

### Oefenwedstrijden

#### Voor het seizoen
| 29 mei 2007                                 | Kozakken Boys                                                | 3-6 (2-2) | FC Utrecht | Opstelling Kozakken Boys | Opstelling FC Utrecht                                                                              |  |
| Stadion: Sportpark Kozakken Boys, Werkendam | Rudy Aerts (1-0) Jean Philip Becht (2-1) Patrick Samba (3-5) |           | (1-1) Robin Nelisse (2-2) Jean-Paul de Jong (2-3) Jasper Bolland (2-4) Ali Boussaboun (2-5) Sander Keller (3-6) Ali Boussaboun | Onbekend                 | Krul, Van Buuren, Dickoh, Schut, Shew-Atjon, De Jong, Bolland, George, Maachi, Nelisse, Boussaboun |  |
| Stadion: Sportpark Kozakken Boys, Werkendam |                                                              |           | | Onbekend                 | Krul, Van Buuren, Dickoh, Schut, Shew-Atjon, De Jong, Bolland, George, Maachi, Nelisse, Boussaboun |  |
| Stadion: Sportpark Kozakken Boys, Werkendam |                                                              |           | | Onbekend                 | Krul, Van Buuren, Dickoh, Schut, Shew-Atjon, De Jong, Bolland, George, Maachi, Nelisse, Boussaboun |  |
|                                             |                                                              |           | |                          | |  |

| 3 juni 2007                                                  | FC Utrecht                             | 2-1 (0-0) | FC Dordrecht  | Opstelling FC Utrecht                                                                                     | Opstelling FC Dordrecht |  |
| Stadion: Sentro Deportivo Korsou, Curaçao Toeschouwers: 6000 | Sander Keller 50' Giuseppe Rossini 87' |           | '49 Guy Ramos | Krul, Cornelisse, Shew-Atjon, Keller, Broerse, Van Dijk, De Jong, Caluwé, George, Nelisse, Ali Boussaboun | Onbekend                |  |
| Stadion: Sentro Deportivo Korsou, Curaçao Toeschouwers: 6000 |                                        |           |               | Krul, Cornelisse, Shew-Atjon, Keller, Broerse, Van Dijk, De Jong, Caluwé, George, Nelisse, Ali Boussaboun | Onbekend                |  |
| Stadion: Sentro Deportivo Korsou, Curaçao Toeschouwers: 6000 |                                        |           |               | Krul, Cornelisse, Shew-Atjon, Keller, Broerse, Van Dijk, De Jong, Caluwé, George, Nelisse, Ali Boussaboun | Onbekend                |  |
|                                                              |                                        |           |               | |                         |  |

| 6 juni 2007                                                  | FC Utrecht       | 1-0 (0-0) | Ferroviário AC | Opstelling FC Utrecht | Opstelling Ferroviário AC |  |
| Stadion: Sentro Deportivo Korsou, Curaçao Toeschouwers: 6000 | Leroy George 75' |           |                | Krul, Van Buuren (60' Valentijn), Shew-Atjon, Keller, Cornelisse, Caluwé (75' Maachi), De Jong, George, Nelisse (46' Rossini ), Boussaboun , Van Dijk (60' Bolland) | Onbekend                  |  |
| Stadion: Sentro Deportivo Korsou, Curaçao Toeschouwers: 6000 |                  |           |                | Krul, Van Buuren (60' Valentijn), Shew-Atjon, Keller, Cornelisse, Caluwé (75' Maachi), De Jong, George, Nelisse (46' Rossini ), Boussaboun , Van Dijk (60' Bolland) | Onbekend                  |  |
| Stadion: Sentro Deportivo Korsou, Curaçao Toeschouwers: 6000 |                  |           |                | Krul, Van Buuren (60' Valentijn), Shew-Atjon, Keller, Cornelisse, Caluwé (75' Maachi), De Jong, George, Nelisse (46' Rossini ), Boussaboun , Van Dijk (60' Bolland) | Onbekend                  |  |
|                                                              |                  |           |                | |                           |  |

| 11 juli 2007                           | Regioteam | 0-9 (0-2) | FC Utrecht                                                                                                   | Opstelling Regioteam | Opstelling FC Utrecht |  |
| Stadion: Sportpark Fletiomare, Vleuten |           |           | Kevin Vandenbergh Tom Caluwé Giuseppe Rossini Rick Kruys Leroy George Tom Caluwé Sander Keller Peter Kopteff | Onbekend             | Krul, Cornelisse (60' Van Buuren), Dickoh (60' Keller), Schut, Shew-Atjon, Caluwé, Van Dijk (60' Broerse), Kruys, Somers (60' Kopteff), Vandenbergh (60' George), Rossini (60' Faouzi) |  |
| Stadion: Sportpark Fletiomare, Vleuten |           |           | | Onbekend             | Krul, Cornelisse (60' Van Buuren), Dickoh (60' Keller), Schut, Shew-Atjon, Caluwé, Van Dijk (60' Broerse), Kruys, Somers (60' Kopteff), Vandenbergh (60' George), Rossini (60' Faouzi) |  |
| Stadion: Sportpark Fletiomare, Vleuten |           |           | | Onbekend             | Krul, Cornelisse (60' Van Buuren), Dickoh (60' Keller), Schut, Shew-Atjon, Caluwé, Van Dijk (60' Broerse), Kruys, Somers (60' Kopteff), Vandenbergh (60' George), Rossini (60' Faouzi) |  |
|                                        |           |           | |                      | |  |

| 14 juli 2007                | VV Benschop | 0-6 (0-3) | FC Utrecht                                            | Opstelling VV Benschop | Opstelling FC Utrecht |  |
| Stadion: Sportpark Benschop |             |           | Tom Caluwé Kevin Vandenbergh Joost Broerse Rick Kruys | Onbekend               | Krul (De Ruiter), Cornelisse, Dickoh, Keller, Shew-Atjon (Van Buuren), Caluwé (Kopteff), Van Dijk (Broerse), Kruys, Somers, Vandenbergh (Maayen), Rossini (George) |  |
| Stadion: Sportpark Benschop |             |           |                                                       | Onbekend               | Krul (De Ruiter), Cornelisse, Dickoh, Keller, Shew-Atjon (Van Buuren), Caluwé (Kopteff), Van Dijk (Broerse), Kruys, Somers, Vandenbergh (Maayen), Rossini (George) |  |
| Stadion: Sportpark Benschop |             |           |                                                       | Onbekend               | Krul (De Ruiter), Cornelisse, Dickoh, Keller, Shew-Atjon (Van Buuren), Caluwé (Kopteff), Van Dijk (Broerse), Kruys, Somers, Vandenbergh (Maayen), Rossini (George) |  |
|                             |             |           |                                                       |                        | |  |

| 17 juli 2007                      | FC Utrecht                                                | 3-1 (1-1) | Stormvogels Telstar | Opstelling FC Utrecht | Opstelling Stormvogels Telstar |  |
| Stadion: Sportcomplex Zoudenbalch | Kevin Vandenbergh 10' Robin Nelisse 49' Peter Kopteff 72' |           | 14' Jan Bruin       | Grandel, Cornelisse ('76 Pieters), Keller, Dickoh, Shew-Atjon ('76 Van Buuren), Caluwé ('70 Kopteff), Van Dijk, Kruys ('64 George), Somers, Vandenbergh ('45 Nelisse), Rossini ('59 Loval) | Onbekend                       |  |
| Stadion: Sportcomplex Zoudenbalch |                                                           |           |                     | Grandel, Cornelisse ('76 Pieters), Keller, Dickoh, Shew-Atjon ('76 Van Buuren), Caluwé ('70 Kopteff), Van Dijk, Kruys ('64 George), Somers, Vandenbergh ('45 Nelisse), Rossini ('59 Loval) | Onbekend                       |  |
| Stadion: Sportcomplex Zoudenbalch |                                                           |           |                     | Grandel, Cornelisse ('76 Pieters), Keller, Dickoh, Shew-Atjon ('76 Van Buuren), Caluwé ('70 Kopteff), Van Dijk, Kruys ('64 George), Somers, Vandenbergh ('45 Nelisse), Rossini ('59 Loval) | Onbekend                       |  |
|                                   |                                                           |           |                     | |                                |  |

| 4 augustus 2007                | Skoda Xanthi | 1-2 (1-1) | FC Utrecht                          | Opstelling Skoda Xanthi | Opstelling FC Utrecht |  |
| Stadion: Bosstraat Oost, Soest | 31' Onbekend |           | Tim Cornelisse 9' Robin Nelisse 50' | Onbekend                | Grandel, Cornelisse, Dickoh, Keller, Pieters, Caluwé (46' Kopteff), Van Dijk (46' Somers), Broerse, Sânmartean (46' Vandenbergh, George (82' Maayen, Nelisse (60' Rossini |  |
| Stadion: Bosstraat Oost, Soest |              |           |                                     | Onbekend                | Grandel, Cornelisse, Dickoh, Keller, Pieters, Caluwé (46' Kopteff), Van Dijk (46' Somers), Broerse, Sânmartean (46' Vandenbergh, George (82' Maayen, Nelisse (60' Rossini |  |
| Stadion: Bosstraat Oost, Soest |              |           |                                     | Onbekend                | Grandel, Cornelisse, Dickoh, Keller, Pieters, Caluwé (46' Kopteff), Van Dijk (46' Somers), Broerse, Sânmartean (46' Vandenbergh, George (82' Maayen, Nelisse (60' Rossini |  |
|                                |              |           |                                     |                         | |  |

| 12 augustus 2007                                              | FC Utrecht                          | 2-2 (1-0) | RCD Espanyol                         | Opstelling FC Utrecht | Opstelling RCD Espanyol |  |
| Stadion: Stadion Galgenwaard Toeschouwers: 10.000 Bas Nijhuis | Leroy George 23' Francis Dickoh 47' |           | 66' Luis García 75' Jonathan Soriano | De Ruiter, Cornelisse (63' Van Buuren), Pieters, Vandenbergh, Broerse (63' Somers), Caluwé, Van Dijk, Keller, Dickoh (63' Leeuwin), George, Sânmartean (68' Kopteff) | Kameni, Chica, Sánchez, Clemente, Jônatas (56' Luis García ), Rufete (25' Coro ), Moha (46' Valdo, Hurtado (46' Ángel), Tamudo, Serrán , Márquez (46' Lola) |  |
| Stadion: Stadion Galgenwaard Toeschouwers: 10.000 Bas Nijhuis |                                     |           |                                      | De Ruiter, Cornelisse (63' Van Buuren), Pieters, Vandenbergh, Broerse (63' Somers), Caluwé, Van Dijk, Keller, Dickoh (63' Leeuwin), George, Sânmartean (68' Kopteff) | Kameni, Chica, Sánchez, Clemente, Jônatas (56' Luis García ), Rufete (25' Coro ), Moha (46' Valdo, Hurtado (46' Ángel), Tamudo, Serrán , Márquez (46' Lola) |  |
| Stadion: Stadion Galgenwaard Toeschouwers: 10.000 Bas Nijhuis |                                     |           |                                      | De Ruiter, Cornelisse (63' Van Buuren), Pieters, Vandenbergh, Broerse (63' Somers), Caluwé, Van Dijk, Keller, Dickoh (63' Leeuwin), George, Sânmartean (68' Kopteff) | Kameni, Chica, Sánchez, Clemente, Jônatas (56' Luis García ), Rufete (25' Coro ), Moha (46' Valdo, Hurtado (46' Ángel), Tamudo, Serrán , Márquez (46' Lola) |  |
|                                                               |                                     |           |                                      | | |  |

#### Na het seizoen
| 24 mei 2008, 17:00 uur              | SC Woerden                                             | 3-5 (3-4) | FC Utrecht | Opstelling SC Woerden | Opstelling FC Utrecht |  |
| Stadion: Steinhagenseweg 7, Woerden | Richard Pietersen ?' Rory van Rees ?' Daan Walgreen ?' |           | 8' Rafael Coelho Luiz 15' Rafael Coelho Luiz ?' Cedric van der Gun ?' Kevin Vandenbergh 75' Rafael Coelho Luiz | Onbekend              | Onbekend              |  |
| Stadion: Steinhagenseweg 7, Woerden |                                                        |           | | Onbekend              | Onbekend              |  |
| Stadion: Steinhagenseweg 7, Woerden |                                                        |           | | Onbekend              | Onbekend              |  |
|                                     |                                                        |           | |                       |                       |  |

| 26 mei 2008, 19:00 uur                | SV Houten                                           | 2-7 (1-3) | FC Utrecht | Opstelling SV Houten | Opstelling FC Utrecht |  |
| Stadion: Sportpark Oud Wulven, Houten | Ludo Veldhuizen 10' Jacques Schagen van Leeuwen 64' |           | 14' Gregoor van Dijk 19' Gregoor van Dijk 44' Anouar Kali 54' Kevin Vandenbergh 71' Christian Gandu 81' Peter Kopteff '85 Christian Gandu | Onbekend             | Onbekend              |  |
| Stadion: Sportpark Oud Wulven, Houten |                                                     |           | | Onbekend             | Onbekend              |  |
| Stadion: Sportpark Oud Wulven, Houten |                                                     |           | | Onbekend             | Onbekend              |  |
|                                       |                                                     |           | |                      |                       |  |

| 30 mei 2008                                | VVIJ               | 2-7 (1-5) | FC Utrecht                                                                       | Opstelling VVIJ | Opstelling FC Utrecht |  |
| Stadion: Sportpark Groenvliet, IJsselstein | Danny Verhoef (2x) |           | Rafael Coelho Luiz (3x) Kevin Vandenbergh (2x) Giuseppe Rossini Gregoor van Dijk | Onbekend        | Onbekend              |  |
| Stadion: Sportpark Groenvliet, IJsselstein |                    |           |                                                                                  | Onbekend        | Onbekend              |  |
| Stadion: Sportpark Groenvliet, IJsselstein |                    |           |                                                                                  | Onbekend        | Onbekend              |  |
|                                            |                    |           |                                                                                  |                 |                       |  |

### Intertoto Cup
| 22 juli 2007, 16:00 uur                                 | Hammarby IF | 0-0 (0-0) | FC Utrecht | Opstelling Hammarby IF | Opstelling FC Utrecht |  |
| Stadion: Söderstadion Toeschouwers: 5.300 Philippe Kalt |             |           |            | Lekström, Johansson, Monteiro, Sleyman, Traoré, Chanko, Castro-Tello (57' Zengin), Eguren, Laitinen (71' Davies), Paulinho, Andersson | Grandel, Cornelisse, Dickoh, Keller, Shew-Atjon, Somers, Van Dijk, Kruys (84' George), Caluwé, Loval, Nelisse (69' Rossini) |  |
| Stadion: Söderstadion Toeschouwers: 5.300 Philippe Kalt |             |           |            | Lekström, Johansson, Monteiro, Sleyman, Traoré, Chanko, Castro-Tello (57' Zengin), Eguren, Laitinen (71' Davies), Paulinho, Andersson | Grandel, Cornelisse, Dickoh, Keller, Shew-Atjon, Somers, Van Dijk, Kruys (84' George), Caluwé, Loval, Nelisse (69' Rossini) |  |
| Stadion: Söderstadion Toeschouwers: 5.300 Philippe Kalt |             |           |            | Lekström, Johansson, Monteiro, Sleyman, Traoré, Chanko, Castro-Tello (57' Zengin), Eguren, Laitinen (71' Davies), Paulinho, Andersson | Grandel, Cornelisse, Dickoh, Keller, Shew-Atjon, Somers, Van Dijk, Kruys (84' George), Caluwé, Loval, Nelisse (69' Rossini) |  |
|                                                         |             |           |            | | |  |

| 29 juli 2007, 14:30 uur                                     | FC Utrecht        | 1-1 (0-0) | Hammarby IF         | Opstelling FC Utrecht | Opstelling Hammarby IF |  |
| Stadion: Stadion Galgenwaard Toeschouwers: 10.200 Mike Dean | Robin Nelisse 65' |           | 66' David Johansson | Grandel, Cornelisse, Dickoh, Keller , Shew-Atjon (69' Pieters), Somers (46' George), Van Dijk, Kruys (84' Van Buuren), Caluwé, Nelisse, Rossini | Lekström, Johansson, Eguren, Monteiro, Traoré, Chanko, Gunnarsson (46' Jensen), Andersson, Zengin (Castro-Tello), Laitinen, Guará (80' Davies) |  |
| Stadion: Stadion Galgenwaard Toeschouwers: 10.200 Mike Dean |                   |           |                     | Grandel, Cornelisse, Dickoh, Keller , Shew-Atjon (69' Pieters), Somers (46' George), Van Dijk, Kruys (84' Van Buuren), Caluwé, Nelisse, Rossini | Lekström, Johansson, Eguren, Monteiro, Traoré, Chanko, Gunnarsson (46' Jensen), Andersson, Zengin (Castro-Tello), Laitinen, Guará (80' Davies) |  |
| Stadion: Stadion Galgenwaard Toeschouwers: 10.200 Mike Dean |                   |           |                     | Grandel, Cornelisse, Dickoh, Keller , Shew-Atjon (69' Pieters), Somers (46' George), Van Dijk, Kruys (84' Van Buuren), Caluwé, Nelisse, Rossini | Lekström, Johansson, Eguren, Monteiro, Traoré, Chanko, Gunnarsson (46' Jensen), Andersson, Zengin (Castro-Tello), Laitinen, Guará (80' Davies) |  |
|                                                             |                   |           |                     | | |  |

### Eredivisie
| Datum        | Thuis         | Uitslag | Uit                 | Doelpuntenmakers (UTR)                   |  |
| ------------ | ------------- | ------- | ------------------- | ---------------------------------------- |  |
| 18 augustus  | FC Utrecht    | 0-3     | Feyenoord           |                                          |  |
| 26 augustus  | FC Twente     | 2-2     | FC Utrecht          | Broerse, Caluwé                          |  |
| 2 september  | FC Utrecht    | 2-2     | Vbv de Graafschap   | Nelisse (2x)                             |  |
| 14 september | FC Groningen  | 0-2     | FC Utrecht          | van Dijk, Somers                         |  |
| 23 september | sc Heerenveen | 2-3     | FC Utrecht          | Nelisse (2x), Rossini                    |  |
| 30 september | FC Utrecht    | 2-4     | SBV Vitesse         | van Dijk, Nelisse                        |  |
| 5 oktober    | VVV-Venlo     | 1-2     | FC Utrecht          | Nelisse, Vandenbergh                     |  |
| 21 oktober   | Roda JC       | 1-1     | FC Utrecht          | Somers                                   |  |
| 28 oktober   | FC Utrecht    | 0-1     | AFC Ajax            |                                          |  |
| 4 november   | FC Utrecht    | 0-1     | NAC Breda           |                                          |  |
| 10 november  | Willem II     | 1-4     | FC Utrecht          | Nelisse, George, Pieters, Broerse        |  |
| 25 november  | FC Utrecht    | 3-2     | N.E.C.              | van Dijk, George, Rossini                |  |
| 30 november  | FC Utrecht    | 7-1     | Sparta Rotterdam    | Loval (3x), Nelisse (2x), George, Dickoh |  |
| 9 december   | AZ Alkmaar    | 2-1     | FC Utrecht          | Keller                                   |  |
| 16 december  | FC Utrecht    | 3-1     | Heracles Almelo     | Van Dijk (2x), George                    |  |
| 22 december  | PSV Eindhoven | 4-1     | FC Utrecht          | George                                   |  |
| 27 december  | FC Utrecht    | 4-1     | Excelsior Rotterdam | Nelisse, George, Dickoh, Loval           |  |
| 30 december  | SBV Vitesse   | 2-2     | FC Utrecht          | Nelisse, Loval                           |  |
| 12 januari   | FC Utrecht    | 2-2     | sc Heerenveen       | Schut, Keller                            |  |
| 19 januari   | FC Utrecht    | 3-1     | Roda JC             | Nelisse, Van Dijk                        |  |
| 23 januari   | AFC Ajax      | 2-0     | FC Utrecht          |                                          |  |

| 27 januari 2008, 12:30 uur                             | N.E.C.                                  | 2-0 (0-0) | FC Utrecht | Opstelling N.E.C. | Opstelling FC Utrecht |  |
| Stadion: De Goffert Toeschouwers: 11.800 Roelof Luinge | Jhon van Beukering 68' Brett Holman 78' |           |            | Babos, Nalbantoğlu, Olsson (40' Drost), Pothuizen, El-Akchaoui, Sibum, Holman (85' Davids), Vadocz, Lens, Van Beukering (85' Fachtali), Bobson | Vorm (52' De Ruiter), Van Buuren (82' Somers), Dickoh, Schut, Pieters, Van der Gun, Van Dijk, Caluwé (70' Rossini), George, Nelisse, Loval |  |
| Stadion: De Goffert Toeschouwers: 11.800 Roelof Luinge |                                         |           |            | Babos, Nalbantoğlu, Olsson (40' Drost), Pothuizen, El-Akchaoui, Sibum, Holman (85' Davids), Vadocz, Lens, Van Beukering (85' Fachtali), Bobson | Vorm (52' De Ruiter), Van Buuren (82' Somers), Dickoh, Schut, Pieters, Van der Gun, Van Dijk, Caluwé (70' Rossini), George, Nelisse, Loval |  |
| Stadion: De Goffert Toeschouwers: 11.800 Roelof Luinge |                                         |           |            | Babos, Nalbantoğlu, Olsson (40' Drost), Pothuizen, El-Akchaoui, Sibum, Holman (85' Davids), Vadocz, Lens, Van Beukering (85' Fachtali), Bobson | Vorm (52' De Ruiter), Van Buuren (82' Somers), Dickoh, Schut, Pieters, Van der Gun, Van Dijk, Caluwé (70' Rossini), George, Nelisse, Loval |  |
|                                                        |                                         |           |            | | |  |

| 3 februari 2008, 14:30 uur                                   | FC Utrecht                              | 2-0 (1-0) | Willem II | Opstelling FC Utrecht | Opstelling Willem II |  |
| Stadion: Stadion Galgenwaard Toeschouwers: 19.100 Kevin Blom | Cedric van der Gun 4' Randy Wolters 56' |           |           | De Ruiter, Cornelisse, Dickoh, Schut (69' Van der Kooy), Pieters, Van der Gun, Van Dijk, Caluwé (84' Kruys), George, Nelisse (77' Rossini), Loval | Aerts, Janse , Bælum, Swinkels, Van der Struijk, Kargbo , Boutahar (84' Vorthoren), Gregoire, Messoudi (63' Douglas), Mourad, Poepon (63' Zijler) |  |
| Stadion: Stadion Galgenwaard Toeschouwers: 19.100 Kevin Blom |                                         |           |           | De Ruiter, Cornelisse, Dickoh, Schut (69' Van der Kooy), Pieters, Van der Gun, Van Dijk, Caluwé (84' Kruys), George, Nelisse (77' Rossini), Loval | Aerts, Janse , Bælum, Swinkels, Van der Struijk, Kargbo , Boutahar (84' Vorthoren), Gregoire, Messoudi (63' Douglas), Mourad, Poepon (63' Zijler) |  |
| Stadion: Stadion Galgenwaard Toeschouwers: 19.100 Kevin Blom |                                         |           |           | De Ruiter, Cornelisse, Dickoh, Schut (69' Van der Kooy), Pieters, Van der Gun, Van Dijk, Caluwé (84' Kruys), George, Nelisse (77' Rossini), Loval | Aerts, Janse , Bælum, Swinkels, Van der Struijk, Kargbo , Boutahar (84' Vorthoren), Gregoire, Messoudi (63' Douglas), Mourad, Poepon (63' Zijler) |  |
|                                                              |                                         |           |           | | |  |

| 9 februari 2008, 19:30 uur                                 | NAC Breda      | 1-0 (1-0) | FC Utrecht | Opstelling NAC Breda | Opstelling FC Utrecht |  |
| Stadion: Rat Verlegh Stadion Toeschouwers: 15.750 Dick Jol | Rob Penders 2' |           |            | Ten Rouwelaar, Elshot , Rob Penders, Zwaanswijk, Mtiliga, Stam, Fehér (46' Idabdelhay), Gilissen , Sikora (85' Amoah), Lurling, Kolkka (77' Ammi) | De Ruiter, Cornelisse, Dickoh, Van der Kooy, Pieters , Loïc Loval (79' Vandenbergh), Van Dijk , Caluwé (76' Rossini), Van der Gun (61' Kruys), Nelisse , George |  |
| Stadion: Rat Verlegh Stadion Toeschouwers: 15.750 Dick Jol |                |           |            | Ten Rouwelaar, Elshot , Rob Penders, Zwaanswijk, Mtiliga, Stam, Fehér (46' Idabdelhay), Gilissen , Sikora (85' Amoah), Lurling, Kolkka (77' Ammi) | De Ruiter, Cornelisse, Dickoh, Van der Kooy, Pieters , Loïc Loval (79' Vandenbergh), Van Dijk , Caluwé (76' Rossini), Van der Gun (61' Kruys), Nelisse , George |  |
| Stadion: Rat Verlegh Stadion Toeschouwers: 15.750 Dick Jol |                |           |            | Ten Rouwelaar, Elshot , Rob Penders, Zwaanswijk, Mtiliga, Stam, Fehér (46' Idabdelhay), Gilissen , Sikora (85' Amoah), Lurling, Kolkka (77' Ammi) | De Ruiter, Cornelisse, Dickoh, Van der Kooy, Pieters , Loïc Loval (79' Vandenbergh), Van Dijk , Caluwé (76' Rossini), Van der Gun (61' Kruys), Nelisse , George |  |
|                                                            |                |           |            | | |  |

| 17 februari 2008, 14:30 uur                                        | FC Utrecht        | 1-4 (0-2) | VVV-Venlo                                                           | Opstelling FC Utrecht | Opstelling VVV-Venlo |  |
| Stadion: Stadion Galgenwaard Toeschouwers: 20.000 Richard Liesveld | Randy Wolters 88' |           | 17' Sandro Calabro 39' Jason Oost 49' Jason Oost 80' Sandro Calabro | De Ruiter, Cornelisse , Dickoh, Van der Kooy, Van Buuren , Kruys (46' Wolters ), Caluwé (63' Leeuwin), Somers , Bachdim, Nelisse (67' Vandenbergh), George | Wintjens, Mampuya, Reekers, Verdellen, Fleuren, Kahya, Linssen (80' Leemans), Honda , Oost (71' El Gaaouiri), Calabro (82' Ofrany), Amrabat |  |
| Stadion: Stadion Galgenwaard Toeschouwers: 20.000 Richard Liesveld |                   |           |                                                                     | De Ruiter, Cornelisse , Dickoh, Van der Kooy, Van Buuren , Kruys (46' Wolters ), Caluwé (63' Leeuwin), Somers , Bachdim, Nelisse (67' Vandenbergh), George | Wintjens, Mampuya, Reekers, Verdellen, Fleuren, Kahya, Linssen (80' Leemans), Honda , Oost (71' El Gaaouiri), Calabro (82' Ofrany), Amrabat |  |
| Stadion: Stadion Galgenwaard Toeschouwers: 20.000 Richard Liesveld |                   |           |                                                                     | De Ruiter, Cornelisse , Dickoh, Van der Kooy, Van Buuren , Kruys (46' Wolters ), Caluwé (63' Leeuwin), Somers , Bachdim, Nelisse (67' Vandenbergh), George | Wintjens, Mampuya, Reekers, Verdellen, Fleuren, Kahya, Linssen (80' Leemans), Honda , Oost (71' El Gaaouiri), Calabro (82' Ofrany), Amrabat |  |
|                                                                    |                   |           |                                                                     | | |  |

| 22 februari 2008, 20:30 uur                              | Sparta Rotterdam                      | 2-1 (1-0) | FC Utrecht     | Opstelling Sparta Rotterdam | Opstelling FC Utrecht |  |
| Stadion: Het Kasteel Toeschouwers: 10.095 Eric Braamhaar | Marvin Emnes 39' Nourdin Boukhari 57' |           | 56' Rick Kruys | Westerveld, Tiendalli , Promes (71' Toet), Schenkel , Jaggy, Slot (83' Falkenburg), Lindenbergh, Boukhari, Dissels, Roberts (76' John), Emnes | De Ruiter, Van Buuren, Dickoh, Schut, Pieters, Kruys (77' Vandenbergh), Van Dijk, Caluwé, Rossini, Nelisse (71' Wolters ), George |  |
| Stadion: Het Kasteel Toeschouwers: 10.095 Eric Braamhaar |                                       |           |                | Westerveld, Tiendalli , Promes (71' Toet), Schenkel , Jaggy, Slot (83' Falkenburg), Lindenbergh, Boukhari, Dissels, Roberts (76' John), Emnes | De Ruiter, Van Buuren, Dickoh, Schut, Pieters, Kruys (77' Vandenbergh), Van Dijk, Caluwé, Rossini, Nelisse (71' Wolters ), George |  |
| Stadion: Het Kasteel Toeschouwers: 10.095 Eric Braamhaar |                                       |           |                | Westerveld, Tiendalli , Promes (71' Toet), Schenkel , Jaggy, Slot (83' Falkenburg), Lindenbergh, Boukhari, Dissels, Roberts (76' John), Emnes | De Ruiter, Van Buuren, Dickoh, Schut, Pieters, Kruys (77' Vandenbergh), Van Dijk, Caluwé, Rossini, Nelisse (71' Wolters ), George |  |
|                                                          |                                       |           |                | | |  |

| 2 maart 2008, 14:30 uur                                              | FC Utrecht                                                | 3-1 (2-1) | PSV              | Opstelling FC Utrecht | Opstelling PSV |  |
| Stadion: Stadion Galgenwaard Toeschouwers: 21.700 Frank De Bleeckere | Robin Nelisse 35' Tim Cornelisse 44' Gregoor van Dijk 76' |           | 29' Timmy Simons | De Ruiter, Cornelisse, Dickoh, Schut , Pieters, Van der Gun, Van Dijk, Caluwé, Wolters (73' Kopteff), Nelisse (81' Rossini), George (88' Vandenbergh) | Gomes, Kromkamp, Alcides , Marcellis, Zonneveld, Farfán (76' Ismaïl Aissati), Afellay , Bakkal (46' Méndez), Simons, Dzsudzsák , Lazovic (67' Koevermans) |  |
| Stadion: Stadion Galgenwaard Toeschouwers: 21.700 Frank De Bleeckere |                                                           |           |                  | De Ruiter, Cornelisse, Dickoh, Schut , Pieters, Van der Gun, Van Dijk, Caluwé, Wolters (73' Kopteff), Nelisse (81' Rossini), George (88' Vandenbergh) | Gomes, Kromkamp, Alcides , Marcellis, Zonneveld, Farfán (76' Ismaïl Aissati), Afellay , Bakkal (46' Méndez), Simons, Dzsudzsák , Lazovic (67' Koevermans) |  |
| Stadion: Stadion Galgenwaard Toeschouwers: 21.700 Frank De Bleeckere |                                                           |           |                  | De Ruiter, Cornelisse, Dickoh, Schut , Pieters, Van der Gun, Van Dijk, Caluwé, Wolters (73' Kopteff), Nelisse (81' Rossini), George (88' Vandenbergh) | Gomes, Kromkamp, Alcides , Marcellis, Zonneveld, Farfán (76' Ismaïl Aissati), Afellay , Bakkal (46' Méndez), Simons, Dzsudzsák , Lazovic (67' Koevermans) |  |
|                                                                      |                                                           |           |                  | | |  |

| 7 maart 2008, 20:30 uur                                 | Heracles Almelo              | 2-1 (1-0) | FC Utrecht         | Opstelling Heracles Almelo | Opstelling FC Utrecht |  |
| Stadion: Polman Stadion Toeschouwers: 8500 Jan Wegereef | Everton 29' Srdjan Lakic 73' |           | 68' Tim Cornelisse | Pieckenhagen, Boakye , Ouedraogo , Wuytens, Looms, Everton (74' Van den Bergh, Gonzalo, Quansah , Schilder, Michalke (61' Klavan), Lakic (85' Gluscevic) | De Ruiter, Cornelisse, Dickoh (32' Keller), Alje Schut, Pieters , Van der Gun, Caluwé (81' Rossini), Van Dijk, George, Nelisse, Wolters |  |
| Stadion: Polman Stadion Toeschouwers: 8500 Jan Wegereef |                              |           |                    | Pieckenhagen, Boakye , Ouedraogo , Wuytens, Looms, Everton (74' Van den Bergh, Gonzalo, Quansah , Schilder, Michalke (61' Klavan), Lakic (85' Gluscevic) | De Ruiter, Cornelisse, Dickoh (32' Keller), Alje Schut, Pieters , Van der Gun, Caluwé (81' Rossini), Van Dijk, George, Nelisse, Wolters |  |
| Stadion: Polman Stadion Toeschouwers: 8500 Jan Wegereef |                              |           |                    | Pieckenhagen, Boakye , Ouedraogo , Wuytens, Looms, Everton (74' Van den Bergh, Gonzalo, Quansah , Schilder, Michalke (61' Klavan), Lakic (85' Gluscevic) | De Ruiter, Cornelisse, Dickoh (32' Keller), Alje Schut, Pieters , Van der Gun, Caluwé (81' Rossini), Van Dijk, George, Nelisse, Wolters |  |
|                                                         |                              |           |                    | | |  |

| 16 maart 2008, 14:30 uur                                   | FC Utrecht                                   | 2-2 (0-0) | AZ                                       | Opstelling FC Utrecht | Opstelling AZ |  |
| Stadion: Stadion Galgenwaard Toeschouwers: 21.700 Dick Jol | Cedric van der Gun 62' Kevin Vandenbergh 84' |           | 53' Demy de Zeeuw 90' Mounir El Hamdaoui | De Ruiter, Cornelisse, Keller, Schut (46' Dickoh), Pieters (79' Van der Kooy), Van der Gun, Van Dijk, Caluwé, George, Nelisse, Wolters (63' Vandenbergh) | Romero, Koenders (77' Vormer), Donk, Moreno , Opdam, De Zeeuw, Dembélé , Mendes da Silva , Agustien, Ari, Pellè (46' El Hamdaoui) |  |
| Stadion: Stadion Galgenwaard Toeschouwers: 21.700 Dick Jol |                                              |           |                                          | De Ruiter, Cornelisse, Keller, Schut (46' Dickoh), Pieters (79' Van der Kooy), Van der Gun, Van Dijk, Caluwé, George, Nelisse, Wolters (63' Vandenbergh) | Romero, Koenders (77' Vormer), Donk, Moreno , Opdam, De Zeeuw, Dembélé , Mendes da Silva , Agustien, Ari, Pellè (46' El Hamdaoui) |  |
| Stadion: Stadion Galgenwaard Toeschouwers: 21.700 Dick Jol |                                              |           |                                          | De Ruiter, Cornelisse, Keller, Schut (46' Dickoh), Pieters (79' Van der Kooy), Van der Gun, Van Dijk, Caluwé, George, Nelisse, Wolters (63' Vandenbergh) | Romero, Koenders (77' Vormer), Donk, Moreno , Opdam, De Zeeuw, Dembélé , Mendes da Silva , Agustien, Ari, Pellè (46' El Hamdaoui) |  |
|                                                            |                                              |           |                                          | | |  |

| 22 maart 2008, 20:00 uur                                     | Excelsior | 0-2 (0-1) | FC Utrecht                             | Opstelling Excelsior | Opstelling FC Utrecht |  |
| Stadion: Stadion Woudestein Toeschouwers: 3586 Ben Haverkort |           |           | 11' Gregoor van Dijk 84' Robin Nelisse | Graafland, Braber , Demir (83' Van Steensel ), Van Nieuwstadt, Piqué, Alisic (67' Van Guldener), Luijckx, Koolwijk, Korf, Den Ouden (67' Voskamp ), Steur | De Ruiter, Cornelisse, Keller, Alje Schut, Pieters, Caluwé (44' Kruys ), Van der Gun, Van Dijk, George (72' Wolters ), Nelisse (86' Vandenbergh), Loval |  |
| Stadion: Stadion Woudestein Toeschouwers: 3586 Ben Haverkort |           |           |                                        | Graafland, Braber , Demir (83' Van Steensel ), Van Nieuwstadt, Piqué, Alisic (67' Van Guldener), Luijckx, Koolwijk, Korf, Den Ouden (67' Voskamp ), Steur | De Ruiter, Cornelisse, Keller, Alje Schut, Pieters, Caluwé (44' Kruys ), Van der Gun, Van Dijk, George (72' Wolters ), Nelisse (86' Vandenbergh), Loval |  |
| Stadion: Stadion Woudestein Toeschouwers: 3586 Ben Haverkort |           |           |                                        | Graafland, Braber , Demir (83' Van Steensel ), Van Nieuwstadt, Piqué, Alisic (67' Van Guldener), Luijckx, Koolwijk, Korf, Den Ouden (67' Voskamp ), Steur | De Ruiter, Cornelisse, Keller, Alje Schut, Pieters, Caluwé (44' Kruys ), Van der Gun, Van Dijk, George (72' Wolters ), Nelisse (86' Vandenbergh), Loval |  |
|                                                              |           |           |                                        | | |  |

| 30 maart 2008, 14:30 uur                                      | FC Utrecht | 0-1 (0-0) | FC Twente           | Opstelling FC Utrecht | Opstelling FC Twente |  |
| Stadion: Stadion Galgenwaard Toeschouwers: 21.520 Ruud Bossen |            |           | 90' Stein Huysegems | De Ruiter, Cornelisse , Keller , Schut (41' Dickoh), Pieters, Loval ('73 Rossini), Van der Gun, Van Dijk , George, Vandenbergh, Wolters (63' Somers) | Boschker, Douglas , Braafheid , Wielaert, Wellenberg , Wilkshire, Hersi (44' Zomer), El Ahmadi, Denneboom (77' Engelaar), Nkufo, Eljero Elia (80' Huysegems) |  |
| Stadion: Stadion Galgenwaard Toeschouwers: 21.520 Ruud Bossen |            |           |                     | De Ruiter, Cornelisse , Keller , Schut (41' Dickoh), Pieters, Loval ('73 Rossini), Van der Gun, Van Dijk , George, Vandenbergh, Wolters (63' Somers) | Boschker, Douglas , Braafheid , Wielaert, Wellenberg , Wilkshire, Hersi (44' Zomer), El Ahmadi, Denneboom (77' Engelaar), Nkufo, Eljero Elia (80' Huysegems) |  |
| Stadion: Stadion Galgenwaard Toeschouwers: 21.520 Ruud Bossen |            |           |                     | De Ruiter, Cornelisse , Keller , Schut (41' Dickoh), Pieters, Loval ('73 Rossini), Van der Gun, Van Dijk , George, Vandenbergh, Wolters (63' Somers) | Boschker, Douglas , Braafheid , Wielaert, Wellenberg , Wilkshire, Hersi (44' Zomer), El Ahmadi, Denneboom (77' Engelaar), Nkufo, Eljero Elia (80' Huysegems) |  |
|                                                               |            |           |                     | | |  |

| 6 april 2008, 14:30 uur                                        | Feyenoord                                          | 3-1 (2-0) | FC Utrecht       | Opstelling Feyenoord | Opstelling FC Utrecht |  |
| Stadion: Stadion Feijenoord Toeschouwers: 46.000 Roelof Luinge | Luigi Bruins 34' Denny Landzaat 38' Nuri Şahin 56' |           | 74' Leroy George | Timmer, Lucius, Bahia , Hofland (46' Greene), De Cler, De Guzmán, Landzaat, Sahin (79' Hofs), Van Bronckhorst , Bruins (71' Slory), Mols | De Ruiter, Cornelisse , Dickoh, Van der Kooy, Pieters (46' Kuipers), Van der Gun , Van Dijk, Schaken, George, Nelisse, Loval (72' Kopteff |  |
| Stadion: Stadion Feijenoord Toeschouwers: 46.000 Roelof Luinge |                                                    |           |                  | Timmer, Lucius, Bahia , Hofland (46' Greene), De Cler, De Guzmán, Landzaat, Sahin (79' Hofs), Van Bronckhorst , Bruins (71' Slory), Mols | De Ruiter, Cornelisse , Dickoh, Van der Kooy, Pieters (46' Kuipers), Van der Gun , Van Dijk, Schaken, George, Nelisse, Loval (72' Kopteff |  |
| Stadion: Stadion Feijenoord Toeschouwers: 46.000 Roelof Luinge |                                                    |           |                  | Timmer, Lucius, Bahia , Hofland (46' Greene), De Cler, De Guzmán, Landzaat, Sahin (79' Hofs), Van Bronckhorst , Bruins (71' Slory), Mols | De Ruiter, Cornelisse , Dickoh, Van der Kooy, Pieters (46' Kuipers), Van der Gun , Van Dijk, Schaken, George, Nelisse, Loval (72' Kopteff |  |
|                                                                |                                                    |           |                  | | |  |

| 13 april 2008, 14:30 uur                               | De Graafschap    | 1-1 (0-0) | FC Utrecht             | Opstelling De Graafschap | Opstelling FC Utrecht                                                                                               |  |
| Stadion: De Vijverberg Toeschouwers: 12.500 Kevin Blom | Will Johnson 72' |           | 76' Cedric van der Gun | Van Fessem, Bot (87' Hese), Keller, Volmer (80' Robbemond), Fung a Wing , Schuurman, Vidarsson, Schöne (66' Johnson, Biseswar, De Groot, Tarvajärvi) | Grandel, Valentijn, Dickoh, Keller, Pieters, Van der Gun , Van Dijk , Schaken (83' Somers), George , Nelisse, Loval |  |
| Stadion: De Vijverberg Toeschouwers: 12.500 Kevin Blom |                  |           |                        | Van Fessem, Bot (87' Hese), Keller, Volmer (80' Robbemond), Fung a Wing , Schuurman, Vidarsson, Schöne (66' Johnson, Biseswar, De Groot, Tarvajärvi) | Grandel, Valentijn, Dickoh, Keller, Pieters, Van der Gun , Van Dijk , Schaken (83' Somers), George , Nelisse, Loval |  |
| Stadion: De Vijverberg Toeschouwers: 12.500 Kevin Blom |                  |           |                        | Van Fessem, Bot (87' Hese), Keller, Volmer (80' Robbemond), Fung a Wing , Schuurman, Vidarsson, Schöne (66' Johnson, Biseswar, De Groot, Tarvajärvi) | Grandel, Valentijn, Dickoh, Keller, Pieters, Van der Gun , Van Dijk , Schaken (83' Somers), George , Nelisse, Loval |  |
|                                                        |                  |           |                        | | |  |

| 20 april 2008, 14:30 uur                                          | FC Utrecht       | 1-0 (0-0) | FC Groningen | Opstelling FC Utrecht | Opstelling FC Groningen |  |
| Stadion: Stadion Galgenwaard Toeschouwers: 21.000 Jack van Hulten | Erik Pieters 46' |           |              | Grandel, Cornelisse, Keller, Dickoh (73' Kuipers), Pieters, Somers , Vandenbergh (82' Kruys), Schaken, Loval, Nelisse, Van der Gun | Van Loo, De Roover, Kruiswijk (58' Van der Laan), Cahais, Švejdík, Mark-Jan Fledderus (76' Nijland), Lovre, Hiariej (70' Veldmate), Levchenko, Kolder, Powel |  |
| Stadion: Stadion Galgenwaard Toeschouwers: 21.000 Jack van Hulten |                  |           |              | Grandel, Cornelisse, Keller, Dickoh (73' Kuipers), Pieters, Somers , Vandenbergh (82' Kruys), Schaken, Loval, Nelisse, Van der Gun | Van Loo, De Roover, Kruiswijk (58' Van der Laan), Cahais, Švejdík, Mark-Jan Fledderus (76' Nijland), Lovre, Hiariej (70' Veldmate), Levchenko, Kolder, Powel |  |
| Stadion: Stadion Galgenwaard Toeschouwers: 21.000 Jack van Hulten |                  |           |              | Grandel, Cornelisse, Keller, Dickoh (73' Kuipers), Pieters, Somers , Vandenbergh (82' Kruys), Schaken, Loval, Nelisse, Van der Gun | Van Loo, De Roover, Kruiswijk (58' Van der Laan), Cahais, Švejdík, Mark-Jan Fledderus (76' Nijland), Lovre, Hiariej (70' Veldmate), Levchenko, Kolder, Powel |  |
|                                                                   |                  |           |              | | |  |

### KNVB beker
| 26 september 2007, 20:45 uur                                   | Feyenoord                                      | 3-0 (0-0) | FC Utrecht | Opstelling Feyenoord | Opstelling FC Utrecht |  |
| Stadion: Stadion Feijenoord Toeschouwers: 21.000 Roelof Luinge | Nicky Hofs 53' Luigi Bruins 56' Roy Makaay 61' |           |            | Timmer, Buijs (88' Greene), Bahia, Lucius, De Cler, De Guzmán, Sahin, Van Bronckhorst, Bruins (86' Biseswar), Hofs (81' Mols), Makaay | Grandel (77' De Ruiter), Cornelisse, Dickoh, Keller, Pieters, Kruys, Van Dijk, Somers, George, Nelisse (46' Faouzi), Vandenbergh |  |
| Stadion: Stadion Feijenoord Toeschouwers: 21.000 Roelof Luinge |                                                |           |            | Timmer, Buijs (88' Greene), Bahia, Lucius, De Cler, De Guzmán, Sahin, Van Bronckhorst, Bruins (86' Biseswar), Hofs (81' Mols), Makaay | Grandel (77' De Ruiter), Cornelisse, Dickoh, Keller, Pieters, Kruys, Van Dijk, Somers, George, Nelisse (46' Faouzi), Vandenbergh |  |
| Stadion: Stadion Feijenoord Toeschouwers: 21.000 Roelof Luinge |                                                |           |            | Timmer, Buijs (88' Greene), Bahia, Lucius, De Cler, De Guzmán, Sahin, Van Bronckhorst, Bruins (86' Biseswar), Hofs (81' Mols), Makaay | Grandel (77' De Ruiter), Cornelisse, Dickoh, Keller, Pieters, Kruys, Van Dijk, Somers, George, Nelisse (46' Faouzi), Vandenbergh |  |
|                                                                |                                                |           |            | | |  |

### Play-offs
| 1 mei 2008, 14:30 uur                                             | FC Utrecht                            | 2-2 (2-0) | FC Groningen                          | Opstelling FC Utrecht | Opstelling FC Groningen |  |
| Stadion: Stadion Galgenwaard Toeschouwers: 11.250 Dick van Egmond | Gregory Schaken 24' Robin Nelisse 27' |           | 52' Goran Lovre 90' Evgeniy Levchenko | Grandel, Cornelisse, Dickoh , Keller, Pieters , Van Dijk, Loval (89' Vandenbergh), Schaken (70' Somers), George, Nelisse, Van der Gun | Van Loo , De Roover, Kruiswijk, Sankoh, Fredrik Stenman, Mark-Jan Fledderus (90' Cahais), Hiariej (79' Kolder), Lovre , Levchenko , Berg, Powel (46' Nijland) |  |
| Stadion: Stadion Galgenwaard Toeschouwers: 11.250 Dick van Egmond |                                       |           |                                       | Grandel, Cornelisse, Dickoh , Keller, Pieters , Van Dijk, Loval (89' Vandenbergh), Schaken (70' Somers), George, Nelisse, Van der Gun | Van Loo , De Roover, Kruiswijk, Sankoh, Fredrik Stenman, Mark-Jan Fledderus (90' Cahais), Hiariej (79' Kolder), Lovre , Levchenko , Berg, Powel (46' Nijland) |  |
| Stadion: Stadion Galgenwaard Toeschouwers: 11.250 Dick van Egmond |                                       |           |                                       | Grandel, Cornelisse, Dickoh , Keller, Pieters , Van Dijk, Loval (89' Vandenbergh), Schaken (70' Somers), George, Nelisse, Van der Gun | Van Loo , De Roover, Kruiswijk, Sankoh, Fredrik Stenman, Mark-Jan Fledderus (90' Cahais), Hiariej (79' Kolder), Lovre , Levchenko , Berg, Powel (46' Nijland) |  |
|                                                                   |                                       |           |                                       | | |  |

| 4 mei 2008, 14:30 uur                                | FC Groningen                                       | 3-1 (0-0) | FC Utrecht            | Opstelling FC Groningen | Opstelling FC Utrecht |  |
| Stadion: Euroborg Toeschouwers: 17.175 Björn Kuipers | Marcus Berg 54' Ondřej Švejdík 73' Marcus Berg 75' |           | 68' Kevin Vandenbergh | Van Loo, De Roover, Kruiswijk , Ondřej Švejdík, Fredrik Stenman (78' Cahais), Mark-Jan Fledderus, Hiariej (89' Veldmate), Nijland, Levchenko, Berg (82' Kolder), Powel | Grandel, Cornelisse, Keller , Schut, Pieters, Van Dijk, Van der Gun, Somers, Loval (84' Kruys), Nelisse (71' Rossini), George (66' Vandenbergh) |  |
| Stadion: Euroborg Toeschouwers: 17.175 Björn Kuipers |                                                    |           |                       | Van Loo, De Roover, Kruiswijk , Ondřej Švejdík, Fredrik Stenman (78' Cahais), Mark-Jan Fledderus, Hiariej (89' Veldmate), Nijland, Levchenko, Berg (82' Kolder), Powel | Grandel, Cornelisse, Keller , Schut, Pieters, Van Dijk, Van der Gun, Somers, Loval (84' Kruys), Nelisse (71' Rossini), George (66' Vandenbergh) |  |
| Stadion: Euroborg Toeschouwers: 17.175 Björn Kuipers |                                                    |           |                       | Van Loo, De Roover, Kruiswijk , Ondřej Švejdík, Fredrik Stenman (78' Cahais), Mark-Jan Fledderus, Hiariej (89' Veldmate), Nijland, Levchenko, Berg (82' Kolder), Powel | Grandel, Cornelisse, Keller , Schut, Pieters, Van Dijk, Van der Gun, Somers, Loval (84' Kruys), Nelisse (71' Rossini), George (66' Vandenbergh) |  |
|                                                      |                                                    |           |                       | | |  |

### Overige wedstrijden
| 12 oktober 2007, 20:00 uur                                    | FC Utrecht                                                    | 4-1 (0-0) | FC Utrecht Old Stars | Opstelling FC Utrecht | Opstelling FC Utrecht Old Stars                                                                         |  |
| Stadion: Stadion Galgenwaard Toeschouwers: 7500 Roelof Luinge | Hans Somers Rick Kruys Johan de Kock (ED) Evert Brouwers (ED) |           | Igor Gluščević       | Onbekend              | Grandel, Fortuné, Edson Braafheid, Van der Gaag, Martel, De Jong , Zwaanswijk, Groenendijk, Mols, Roest |  |
| Stadion: Stadion Galgenwaard Toeschouwers: 7500 Roelof Luinge |                                                               |           |                      | Onbekend              | Grandel, Fortuné, Edson Braafheid, Van der Gaag, Martel, De Jong , Zwaanswijk, Groenendijk, Mols, Roest |  |
| Stadion: Stadion Galgenwaard Toeschouwers: 7500 Roelof Luinge |                                                               |           |                      | Onbekend              | Grandel, Fortuné, Edson Braafheid, Van der Gaag, Martel, De Jong , Zwaanswijk, Groenendijk, Mols, Roest |  |
|                                                               |                                                               |           |                      |                       | |  |

| 15 november 2007, 19:00 uur               | KRC Genk        | 1-1 (1-0) | FC Utrecht            | Opstelling KRC Genk | Opstelling FC Utrecht |  |
| Stadion: Cristal Arena Toeschouwers: 2000 | Ivan Bošnjak 4' |           | 54' Kevin Vandenbergh | Bolat, Cornelis (46' Lolo), Caillet, Matoukou (46' Mikulić), Tiago, Alex (46' Chatelle), De Decker (46' Toth ), Vrancken, Soetaers (46' Dahmane), Jelle Vossen, Bošnjak | Onbekend              |  |
| Stadion: Cristal Arena Toeschouwers: 2000 |                 |           |                       | Bolat, Cornelis (46' Lolo), Caillet, Matoukou (46' Mikulić), Tiago, Alex (46' Chatelle), De Decker (46' Toth ), Vrancken, Soetaers (46' Dahmane), Jelle Vossen, Bošnjak | Onbekend              |  |
| Stadion: Cristal Arena Toeschouwers: 2000 |                 |           |                       | Bolat, Cornelis (46' Lolo), Caillet, Matoukou (46' Mikulić), Tiago, Alex (46' Chatelle), De Decker (46' Toth ), Vrancken, Soetaers (46' Dahmane), Jelle Vossen, Bošnjak | Onbekend              |  |
|                                           |                 |           |                       | |                       |  |

## Technische staf

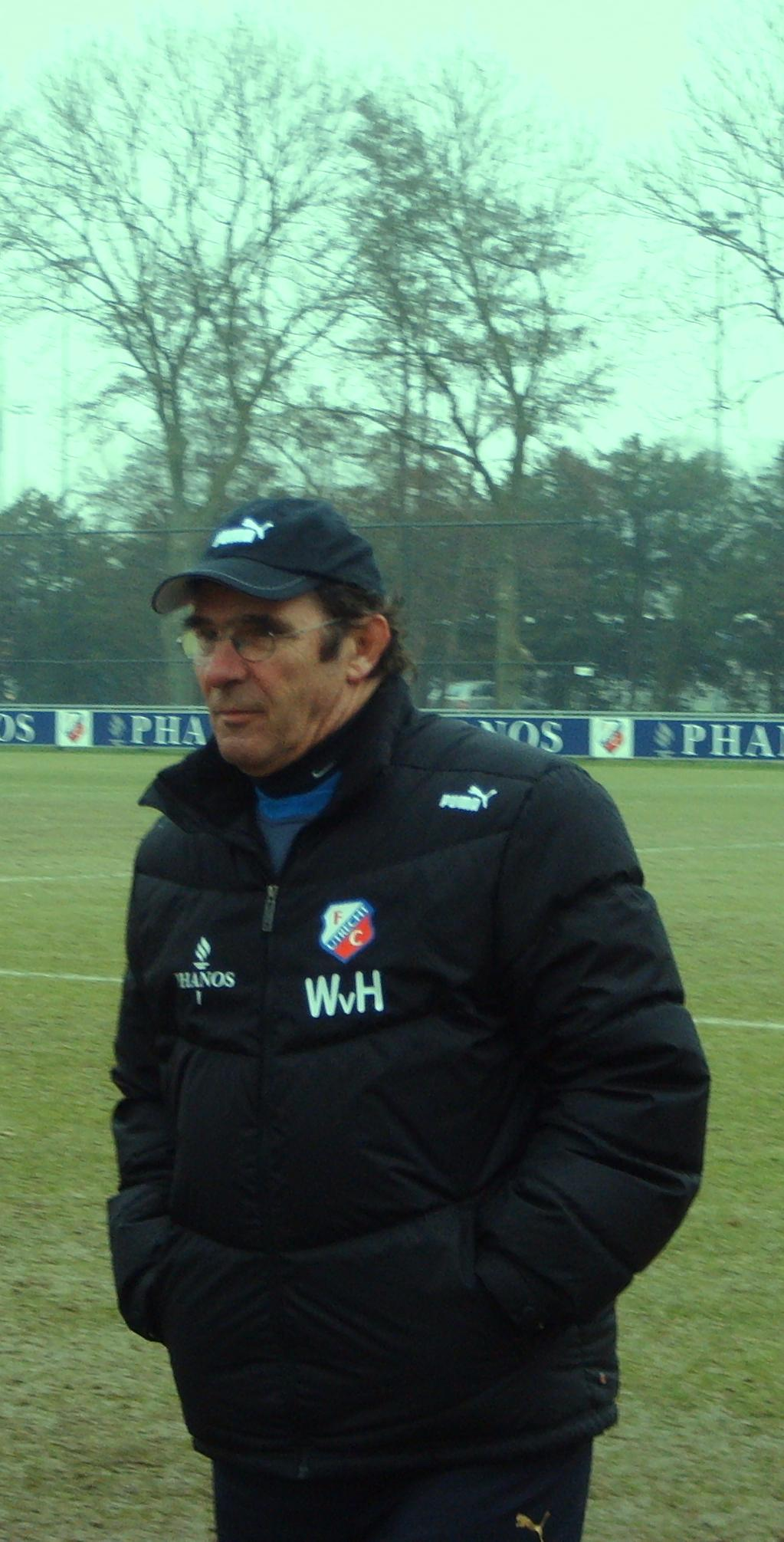
Trainer Willem van Hanegem

- Willem van Hanegem (Hoofdtrainer)
- John van Loen (Assistent-trainer)
- David Nascimento (Assistent-trainer en trainer 2e elftal)
- Rob Druppers (Loop- en conditietrainer)
- Maarten Arts (Keeperstrainer)
- Frank van Hellemondt (Clubarts)
- Niels Veldman (Fysiotherapeut)
- Ronald Vermeer (Fysiotherapeut)
- Dirk Heesen (Materiaalbeheerder)
- Michel Hordijk (Techniektrainer)
- Henk Vonk (Video-analist)

## Selectie
Legenda
- W Wedstrijden
- Doelpunt
- Gele kaart
- 2x gele kaart in 1 wedstrijd
- Rode kaart

| Nat.                | Spelersnaam         | Eredivisie | Eredivisie | Eredivisie | Eredivisie | Eredivisie |  | KNVB beker | KNVB beker | KNVB beker | KNVB beker | KNVB beker |  | Intertoto Cup | Intertoto Cup | Intertoto Cup | Intertoto Cup | Intertoto Cup |  | Play-offs | Play-offs | Play-offs | Play-offs | Play-offs |  | Totaal | Totaal | Totaal | Totaal | Totaal |
| ------------------- | ------------------- | ---------- | ---------- | ---------- | ---------- | ---------- |  | ---------- | ---------- | ---------- | ---------- | ---------- |  | ------------- | ------------- | ------------- | ------------- | ------------- |  | --------- | --------- | --------- | --------- | --------- |  | ------ | ------ | ------ | ------ | ------ |
| Nat.                | Spelersnaam         | W          |            |            |            |            |  | W          |            |            |            |            |  | W             |               |               |               |               |  | W         |           |           |           |           |  | W      |        |        |        |        |
| Doelverdediging     |                     |            |            |            |            |            |  |            |            |            |            |            |  |               |               |               |               |               |  |           |           |           |           |           |  |        |        |        |        |        |
| Vlag van Frankrijk  | Franck Grandel      | 15         | 0          | 1          | 0          | 0          |  | 1          | 0          | 0          | 0          | 0          |  | 2             | 0             | 0             | 0             | 0             |  | 2         | 0         | 0         | 0         | 0         |  | 20     | 0      | 1      | 0      | 0      |
| Vlag van Nederland  | Wesley de Ruiter    | 11         | 0          | 0          | 0          | 0          |  | 1          | 0          | 0          | 0          | 0          |  | 0             | 0             | 0             | 0             | 0             |  | 0         | 0         | 0         | 0         | 0         |  | 12     | 0      | 0      | 0      | 0      |
| Vlag van Nederland  | Michel Vorm         | 11         | 0          | 0          | 0          | 0          |  | 0          | 0          | 0          | 0          | 0          |  | 0             | 0             | 0             | 0             | 0             |  | 0         | 0         | 0         | 0         | 0         |  | 11     | 0      | 0      | 0      | 0      |
| Verdediging         |                     |            |            |            |            |            |  |            |            |            |            |            |  |               |               |               |               |               |  |           |           |           |           |           |  |        |        |        |        |        |
| Vlag van Nederland  | Kees van Buuren     | 4          | 0          | 1          | 0          | 0          |  | 0          | 0          | 0          | 0          | 0          |  | 1             | 0             | 0             | 0             | 0             |  | 0         | 0         | 0         | 0         | 0         |  | 5      | 0      | 1      | 0      | 0      |
| Vlag van Nederland  | Tim Cornelisse      | 29         | 2          | 7          | 0          | 1          |  | 1          | 0          | 0          | 0          | 0          |  | 2             | 0             | 0             | 0             | 0             |  | 2         | 0         | 0         | 0         | 0         |  | 34     | 2      | 7      | 0      | 1      |
| Vlag van Denemarken | Francis Dickoh      | 32         | 2          | 3          | 0          | 0          |  | 1          | 0          | 0          | 0          | 0          |  | 0             | 0             | 0             | 0             | 0             |  | 1         | 0         | 0         | 1         | 0         |  | 34     | 2      | 3      | 1      | 0      |
| Vlag van Nederland  | Sander Keller       | 26         | 2          | 4          | 0          | 1          |  | 1          | 0          | 0          | 0          | 0          |  | 2             | 0             | 0             | 0             | 1             |  | 2         | 0         | 1         | 0         | 0         |  | 31     | 2      | 5      | 0      | 2      |
| Vlag van Nederland  | Mike van der Kooy   | 5          | 0          | 0          | 0          | 0          |  | 0          | 0          | 0          | 0          | 0          |  | 0             | 0             | 0             | 0             | 0             |  | 0         | 0         | 0         | 0         | 0         |  | 5      | 0      | 0      | 0      | 0      |
| Vlag van Nederland  | Nick Kuipers        | 5          | 0          | 0          | 0          | 0          |  | 0          | 0          | 0          | 0          | 0          |  | 0             | 0             | 0             | 0             | 0             |  | 0         | 0         | 0         | 0         | 0         |  | 5      | 0      | 0      | 0      | 0      |
| Vlag van Nederland  | Erik Pieters        | 31         | 2          | 8          | 0          | 0          |  | 1          | 0          | 0          | 0          | 0          |  | 1             | 0             | 0             | 0             | 0             |  | 2         | 0         | 1         | 0         | 0         |  | 35     | 2      | 9      | 0      | 0      |
| Vlag van Nederland  | Alje Schut          | 18         | 1          | 2          | 0          | 0          |  | 0          | 0          | 0          | 0          | 0          |  | 0             | 0             | 0             | 0             | 0             |  | 1         | 0         | 0         | 0         | 0         |  | 19     | 1      | 2      | 0      | 0      |
| Vlag van Nederland  | Etienne Shew-Atjon  | 2          | 0          | 0          | 0          | 0          |  | 0          | 0          | 0          | 0          | 0          |  | 0             | 0             | 0             | 0             | 0             |  | 0         | 0         | 0         | 0         | 0         |  | 2      | 0      | 0      | 0      | 0      |
| Vlag van Nederland  | Jahrizino Valentijn | 1          | 0          | 0          | 0          | 0          |  | 0          | 0          | 0          | 0          | 0          |  | 0             | 0             | 0             | 0             | 0             |  | 0         | 0         | 0         | 0         | 0         |  | 1      | 0      | 0      | 0      | 0      |
| Middenveld          |                     |            |            |            |            |            |  |            |            |            |            |            |  |               |               |               |               |               |  |           |           |           |           |           |  |        |        |        |        |        |
| Vlag van Indonesië  | Irfan Bachdim       | 1          | 0          | 0          | 0          | 0          |  | 0          | 0          | 0          | 0          | 0          |  | 0             | 0             | 0             | 0             | 0             |  | 0         | 0         | 0         | 0         | 0         |  | 1      | 0      | 0      | 0      | 0      |
| Vlag van België     | Tom Caluwé          | 28         | 1          | 0          | 0          | 0          |  | 0          | 0          | 0          | 0          | 0          |  | 2             | 0             | 0             | 0             | 0             |  | 0         | 0         | 0         | 0         | 0         |  | 30     | 1      | 0      | 0      | 0      |
| Vlag van Nederland  | Gregoor van Dijk    | 31         | 8          | 6          | 1          | 0          |  | 1          | 0          | 0          | 0          | 0          |  | 2             | 0             | 0             | 0             | 0             |  | 2         | 0         | 0         | 0         | 0         |  | 36     | 8      | 6      | 1      | 0      |
| Vlag van Nederland  | Rick Kruys          | 21         | 1          | 5          | 0          | 0          |  | 1          | 0          | 0          | 0          | 0          |  | 2             | 0             | 0             | 0             | 0             |  | 1         | 0         | 0         | 0         | 0         |  | 25     | 1      | 5      | 0      | 0      |
| Vlag van Nederland  | Gianluca Nijholt    | 1          | 0          | 0          | 0          | 0          |  | 0          | 0          | 0          | 0          | 0          |  | 0             | 0             | 0             | 0             | 0             |  | 0         | 0         | 0         | 0         | 0         |  | 1      | 0      | 0      | 0      | 0      |
| Vlag van Roemenië   | Lucian Sânmartean   | 14         | 0          | 1          | 0          | 0          |  | 0          | 0          | 0          | 0          | 0          |  | 0             | 0             | 0             | 0             | 0             |  | 0         | 0         | 0         | 0         | 0         |  | 14     | 0      | 1      | 0      | 0      |
| Vlag van Nederland  | Gregory Schaken     | 3          | 0          | 0          | 0          | 0          |  | 0          | 0          | 0          | 0          | 0          |  | 0             | 0             | 0             | 0             | 0             |  | 1         | 1         | 0         | 0         | 0         |  | 4      | 1      | 0      | 0      | 0      |
| Vlag van België     | Hans Somers         | 22         | 2          | 4          | 0          | 0          |  | 1          | 0          | 0          | 0          | 0          |  | 2             | 0             | 0             | 0             | 0             |  | 2         | 0         | 0         | 0         | 0         |  | 27     | 2      | 4      | 0      | 0      |
| Aanval              |                     |            |            |            |            |            |  |            |            |            |            |            |  |               |               |               |               |               |  |           |           |           |           |           |  |        |        |        |        |        |
| Vlag van Nederland  | Mohammed Faouzi     | 0          | 0          | 0          | 0          | 0          |  | 1          | 0          | 0          | 0          | 0          |  | 0             | 0             | 0             | 0             | 0             |  | 0         | 0         | 0         | 0         | 0         |  | 1      | 0      | 0      | 0      | 0      |
| Vlag van Nederland  | Leroy George        | 33         | 7          | 5          | 0          | 0          |  | 1          | 0          | 0          | 0          | 0          |  | 2             | 0             | 0             | 0             | 0             |  | 2         | 0         | 1         | 0         | 0         |  | 38     | 7      | 6      | 0      | 0      |
| Vlag van Nederland  | Cedric van der Gun  | 13         | 3          | 2          | 0          | 0          |  | 0          | 0          | 0          | 0          | 0          |  | 0             | 0             | 0             | 0             | 0             |  | 2         | 0         | 0         | 0         | 0         |  | 15     | 3      | 2      | 0      | 0      |
| Vlag van Finland    | Peter Kopteff       | 3          | 0          | 0          | 0          | 0          |  | 0          | 0          | 0          | 0          | 0          |  | 0             | 0             | 0             | 0             | 0             |  | 0         | 0         | 0         | 0         | 0         |  | 3      | 0      | 0      | 0      | 0      |
| Vlag van Nederland  | Ramon Leeuwin       | 2          | 0          | 0          | 0          | 0          |  | 0          | 0          | 0          | 0          | 0          |  | 0             | 0             | 0             | 0             | 0             |  | 0         | 0         | 0         | 0         | 0         |  | 2      | 0      | 0      | 0      | 0      |
| Vlag van Frankrijk  | Loïc Loval          | 20         | 5          | 4          | 0          | 0          |  | 0          | 0          | 0          | 0          | 0          |  | 1             | 0             | 0             | 0             | 0             |  | 2         | 0         | 2         | 0         | 0         |  | 23     | 5      | 6      | 0      | 0      |
| Vlag van Nederland  | Ingmar Maayen       | 1          | 0          | 0          | 0          | 0          |  | 0          | 0          | 0          | 0          | 0          |  | 0             | 0             | 0             | 0             | 0             |  | 0         | 0         | 0         | 0         | 0         |  | 1      | 0      | 0      | 0      | 0      |
| Vlag van Nederland  | Robin Nelisse       | 33         | 16         | 5          | 0          | 0          |  | 1          | 0          | 0          | 0          | 0          |  | 2             | 1             | 0             | 0             | 0             |  | 2         | 1         | 0         | 0         | 0         |  | 38     | 18     | 5      | 0      | 0      |
| Vlag van België     | Giuseppe Rossini    | 21         | 2          | 2          | 0          | 0          |  | 0          | 0          | 0          | 0          | 0          |  | 2             | 0             | 0             | 0             | 0             |  | 0         | 0         | 0         | 0         | 0         |  | 23     | 2      | 2      | 0      | 0      |
| Vlag van België     | Kevin Vandenbergh   | 13         | 2          | 0          | 0          | 1          |  | 1          | 0          | 0          | 0          | 0          |  | 0             | 0             | 0             | 0             | 0             |  | 2         | 1         | 0         | 0         | 0         |  | 16     | 3      | 0      | 0      | 1      |
| Vlag van Nederland  | Randy Wolters       | 7          | 1          | 3          | 0          | 0          |  | 0          | 0          | 0          | 0          | 0          |  | 0             | 0             | 0             | 0             | 0             |  | 0         | 0         | 0         | 0         | 0         |  | 7      | 1      | 3      | 0      | 0      |
|                     | Totaal              | 34         | 59         | 66         | 1          | 3          |  | 1          | 0          | 0          | 0          | 0          |  | 2             | 1             | 0             | 0             | 1             |  | 2         | 3         | 5         | 1         | 0         |  | 39     | 63     | 71     | 2      | 4      |
| Nat.                | Spelersnaam         | W          |            |            |            |            |  | W          |            |            |            |            |  | W             |               |               |               |               |  | W         |           |           |           |           |  | W      |        |        |        |        |
| Nat.                | Spelersnaam         | Eredivisie | Eredivisie | Eredivisie | Eredivisie | Eredivisie |  | KNVB beker | KNVB beker | KNVB beker | KNVB beker | KNVB beker |  | Intertoto Cup | Intertoto Cup | Intertoto Cup | Intertoto Cup | Intertoto Cup |  | Play-offs | Play-offs | Play-offs | Play-offs | Play-offs |  | Totaal | Totaal | Totaal | Totaal | Totaal |

## Mutaties

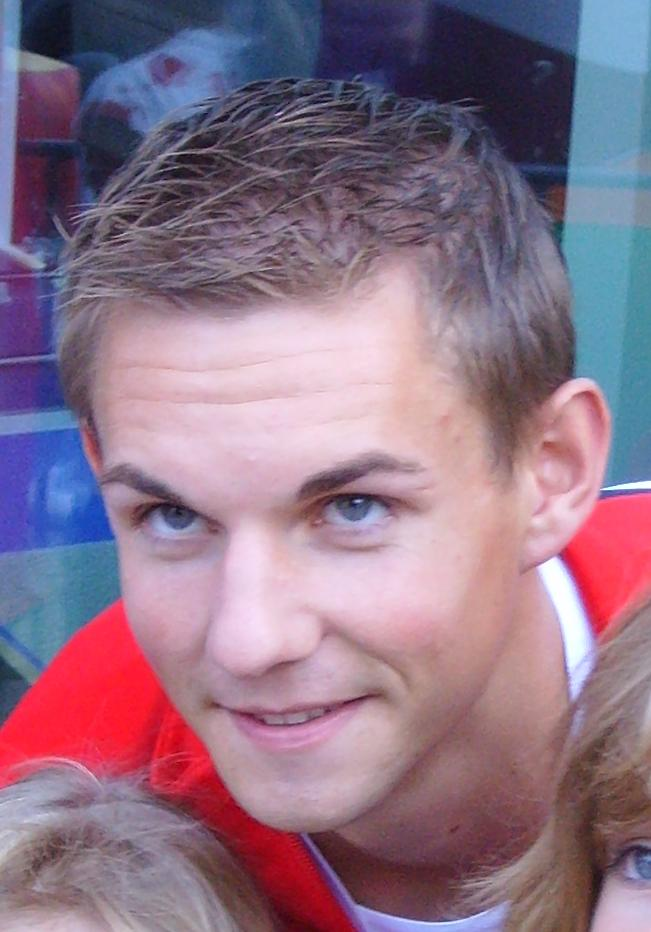
Kevin Vandenbergh, de enige nieuwe aankoop

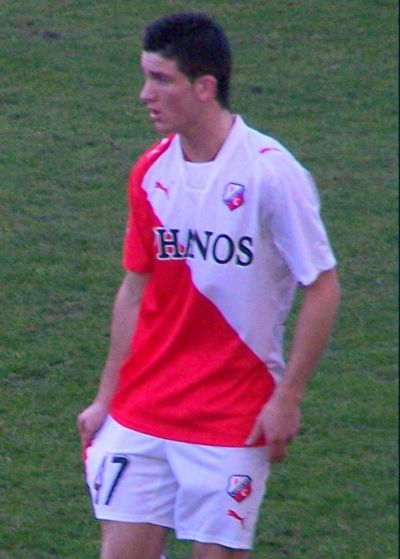
Randy Wolters scoorde bij zijn debuut

### Aangetrokken
| Pos. | Speler            | Oude club | Competitie    | Transfersom  |
| ---- | ----------------- | --------- | ------------- | ------------ |
| A    | Kevin Vandenbergh | RC Genk   | Eerste klasse | €1.000.000,- |

### Vertrokken
| Pos. | Speler            | Nieuwe club   | Competitie     | Aantekeningen                                            |
| ---- | ----------------- | ------------- | -------------- | -------------------------------------------------------- |
| V    | Leen van Steensel | SBV Excelsior | Eredivisie     | Was verhuurd aan FC Carl Zeiss Jena                      |
| M    | Adnan Alisic      | SBV Excelsior | Eredivisie     | Was verhuurd aan FC Dordrecht                            |
| M    | Jean-Paul de Jong | -             | -              | Gestopt met profvoetbal                                  |
| A    | Ali Boussaboun    | Feyenoord     | Eredivisie     | Was gehuurd van Feyenoord, meteen verkocht aan Al-Wakrah |
| A    | Nassir Maachi     | FC Dordrecht  | Eerste divisie |                                                          |

### Vanuit jeugdopleiding
| Pos. | Speler              |
| ---- | ------------------- |
| D    | Wesley de Ruiter    |
| V    | Kees van Buuren     |
| V    | Mike van der Kooy   |
| V    | Nick Kuipers        |
| V    | Jahrizino Valentijn |
| M    | Irfan Bachdim       |
| M    | Gianluca Nijholt    |
| M    | Gregory Schaken     |
| A    | Mohammed Faouzi     |
| A    | Leroy George        |
| A    | Ramon Leeuwin       |
| A    | Ingmar Maayen       |
| A    | Randy Wolters       |